# Yamam
Yamam (en hebreu: ימ"מ) és l'acrònim de la unitat especial policial (en hebreu: יחידה מרכזית מיוחדת) (transliteració: Yehidat Mishtara Meyuhedet) una unitat policial especialitzada en dur a terme operacions antiterroristes a Israel. És capaç de rescatar a ostatges i d'organitzar incursions ofensives contra blancs en zones civils. Totes dues són tasques militars, conjuntament amb les tasques comunes de SWAT i de recerca policial encoberta. De les diferents unitats de les Forces especials de les Forces de Seguretat d'Israel, cada any sorgeixen únicament no més de deu aspirants que aconsegueixen superar l'intens curs de dotze mesos, on part de l'entrenament consisteix en aprendre el combat cos a cos denominat Kapap i el Krav Maga, que és practicat per la principal unitat antiterrorista hebrea: la Yamam, la qual utilitza una combinació de velocitat, silenci i habilitat en les seves més de 900 operacions a l'any. Sobre la seva eficàcia, una font de l'oficina del Primer ministre d'Israel, Ariel Xaron, va manifestar: «La Yamam és una unitat completament professional que pràcticament pot garantir la neteja d'una captura o d'un assassinat. És la millor unitat policial d'Israel en l'actualitat».

## Operacions
Ha dut a terme diverses operacions paramilitars. Algunes d'elles són conegudes pel públic a causa de la intifada d'al-Aqsa.
- En març de 1988, la unitat va entrar en acció quan tres palestins van segrestar un autobús ple de dones, quan aquestes tornaven de treballar del Centre de Recerca Nuclear del Nègueb, prop de Dimona. Aquest incident és conegut com l'autobús de les mares. El Yamam va atacar, va eliminar els tres segrestadors, però van ser incapaços d'aturar l'assassinat de tres dones ostatges.
- El 3 de març de 2000, el Yamam va capturar un grup armat que s'amagava en la localitat àrab-isreliana de Tayibe, amb l'ajut del Sayeret Duvdevan i d'un buldòzer IDF Caterpillar D9. Al final de la incursió, un home va ser arrestat i quatre assassinats.

## Armament
| Pistoles                                | Pistoles               | Pistoles |
| Nom                                     | Origen                 | Imatge   |
| --------------------------------------- | ---------------------- | -------- |
| Pistola Glock 17                        | Austria                |          |
| Pistola Glock 19                        | Austria                |          |
| Pistola Glock 26                        | Austria                |          |
| Subfusells                              |                        |          |
| Subfusell FN P90                        | Bèlgica                |          |
| Subfusell Uzi                           | Israel                 |          |
| Fusells                                 |                        |          |
| Fusell d'assalt M4                      | Estats Units d'Amèrica |          |
| Colt Commando                           | Estats Units d'Amèrica |          |
| Escopetes                               |                        |          |
| Escopeta Remington 870                  | Estats Units d'Amèrica |          |
| Escopeta Benelli M4                     | Itàlia                 |          |
| Fusells de franctirador                 |                        |          |
| Fusell de franctirador PGM Ultima Ratio | França                 |          |
| Fusell de franctirador SR 25 Mk-11      | Estats Units d'Amèrica |          |
| Fusell de franctirador Barrett MRAD     | Estats Units d'Amèrica |          |
| Fusell de franctirador Barrett M82      | Estats Units d'Amèrica |          |